# Amblypodia fruhstorferi
Amblypodia fruhstorferi is een vlinder uit de familie van de Lycaenidae. De wetenschappelijke naam van de soort is voor het eerst geldig gepubliceerd in 1897 door Röber.